# علیرضا کوشک جلالی
علیرضا کوشک جلالی  (زادهٔ بیستم فروردین سال ۱۳۳۷ در تهران) نویسنده، نمایش‌نامه‌نویس، محقق، مترجم، مدرس تئاتر، کارگردان تئاتر و برنده جایزه افتخاری تئاتر شهر کلن / آلمان در سال ۲۰۱۶ می‌باشد. او عضو کانون کارگردانان ایران و آلمان است و از سال ۱۹۸۶ در آلمان به عنوان نویسنده و کارگردان مشغول کار است. در سال ۱۳۹۳ از طرف وزارت ارشاد، مدرک درجه یک هنری را دریافت کرد. او در سال ۲۰۰۴، گروه تئاتری «علی جلالی آنسامبل» را در شهر کلن پایه‌گذاری کرد و هم‌اکنون مسئول هنری این گروه است.  چهار نمایشنامه از او در انتشارات تئاتر مونیخ آلمان به چاپ رسیده‌است. "انتشارات قطره" نمایشنامه‌های "همزاد"، "با کاروان سوخته"، ترجمه نمایشنامه "ژورف و ماریاً اثر "پتر تورینی"، انتشارات "نمایش" ترجمه "پستچی پابلو نروداً و نمایش "هابیل و قابیل" و انتشارات افراز ترجمه "خدای کشتار" اثر "یاسمینا رضا"، ترجمه نمایش "پوزه چرمی" اثر "هلموت کراوزه" و "هنر خوبه و قشنگه اما خیلی درد داره" را روانه بازار کتاب کرده‌اند. او در سال ۱۳۸۹ یک تله تئاتر ۶۰ قسمتی طنز، که بر اساس آثار "کارل والنتین" و "لوریو" نوشته بود را برای تلویزیون ایران تولید کرد.
او تاکنون بیش از ۴۰ نمایش در آلمان و ۱۵ نمایش‌نامه در ایران به روی صحنه برده و جوایز زیادی در زمینه کارگردانی و نویسندگی در فستیوال‌های تئاتری بین‌المللی کسب کرده‌است. کوشک جلالی در سال ۲۰۰۹ نیز برای اولین بار به عنوان کارگردان یک اپرا را در اپرای شهر دورتموند/آلمان به زبان ترکی و آلمانی به صحنه برد.
از آثار به اجرا درآمده این کارگردان در ایران می‌توان به اجرای نمایش های مسخ، پابلو نرودا، بازرس، موسیو ابراهیم و گل‌های قرآن، و خدای کشتار، سیستم گرون هلم، پوزه چرمی   ، موسیو ابراهیم و گل‌های قرآن، که از طرف انجمن منتقدان خانه تئاتر به عنوان بهترین اجرا در سال ۱۳۸۶ انتخاب شد، اشاره کرد.
همچنین سه اثر از علیرضا کوشک جلالی (پابلو نرودا، پوزه چرمی و با کاروان سوخته) در سال‌های اخیر در زمره نامزدهای بهترین اجراهای کشور آلمان بوده‌اند. آخرین نمایش‌نامه‌ای که جلالی در ایران کارگردانی کرد، «راهزنان» اثر فردریک شیلر بود که به فستیوال معتبر جهانی شیلر در سال ۲۰۱۳ دعوت شد.
او در سال‌های اخیر توجه خاصی به تئاتر شهرستان‌ها داشته‌است. سال ۹۲ نمایش «روبینسون و کروزو» را در تبریز (کار برگزیده از دید تماشاچیان در جشنواره فجر/مشهد) و سال ۹۳ "پستچی پابلو نروداً را در کاشان و «خدای کشتار» را در تبریز با هنرمندان محلی به صحنه برده‌است.